# Kowalewo Sołectwo (gromada)
Kowalewo Sołectwo – dawna gromada, czyli najmniejsza jednostka podziału terytorialnego Polskiej Rzeczypospolitej Ludowej w latach 1954–1972.
Gromady, z gromadzkimi radami narodowymi (GRN) jako organami władzy najniższego stopnia na wsi, funkcjonowały od reformy reorganizującej administrację wiejską przeprowadzonej jesienią 1954 do momentu ich zniesienia z dniem 1 stycznia 1973, tym samym wypierając organizację gminną w latach 1954–1972.
Gromadę Kowalewo Sołectwo z siedzibą GRN w Kowalewie Sołectwie (obecna pisownia z łącznikiem) utworzono – jako jedną z 8759 gromad na obszarze Polski – w powiecie konińskim w woj. poznańskim, na mocy uchwały nr 25/54 WRN w Poznaniu z dnia 5 października 1954. W skład jednostki weszły obszary dotychczasowych gromad Kowalewo Góry, Kowalewo Opactwo, Kowalewo Sołectwo, Poniatówek i Wierzbno ze zniesionej gminy Lądek w powiecie konińskim, a także miejscowość Jaroszyn (wieś) z dotychczasowej gromady Jaroszyn ze zniesionej gminy Ciążeń w powiecie wrzesińskim w tymże województwie. Dla gromady ustalono 12 członków gromadzkiej rady narodowej.
1 stycznia 1956 gromada weszła w skład reaktywowanego powiatu słupeckiego w tymże województwie.
Gromadę zniesiono 1 stycznia 1962, a jej obszar włączono do nowo utworzonej gromady Słupca w tymże powiecie.